# 华人文化演艺
华人文化演艺（英語：CMC Live）是中国的一家演艺活动资本联盟，由黎瑞刚于2018年1月10日成立，华人文化演艺与超过20家中国本地演出商合作，是中国最大的演出和活动服务平台。

## 历史
2018年1月10日，华人文化宣布联合中国21家龙头演出公司成立华人文化演艺公司，立志成为中国最大的演艺平台。
2022年，旗下子公司上海蕴华文化推出票务平台「纷玩岛」，用于演出门票售卖。
2023年5月5日，华人文化演艺和相信音乐官宣五月天2023北京鸟巢演唱会，以「好好好想见到你」与「诺亚方舟10周年进化复刻版」双主题演唱会演出6场，创下鸟巢记录。